# Bocage (landskap)

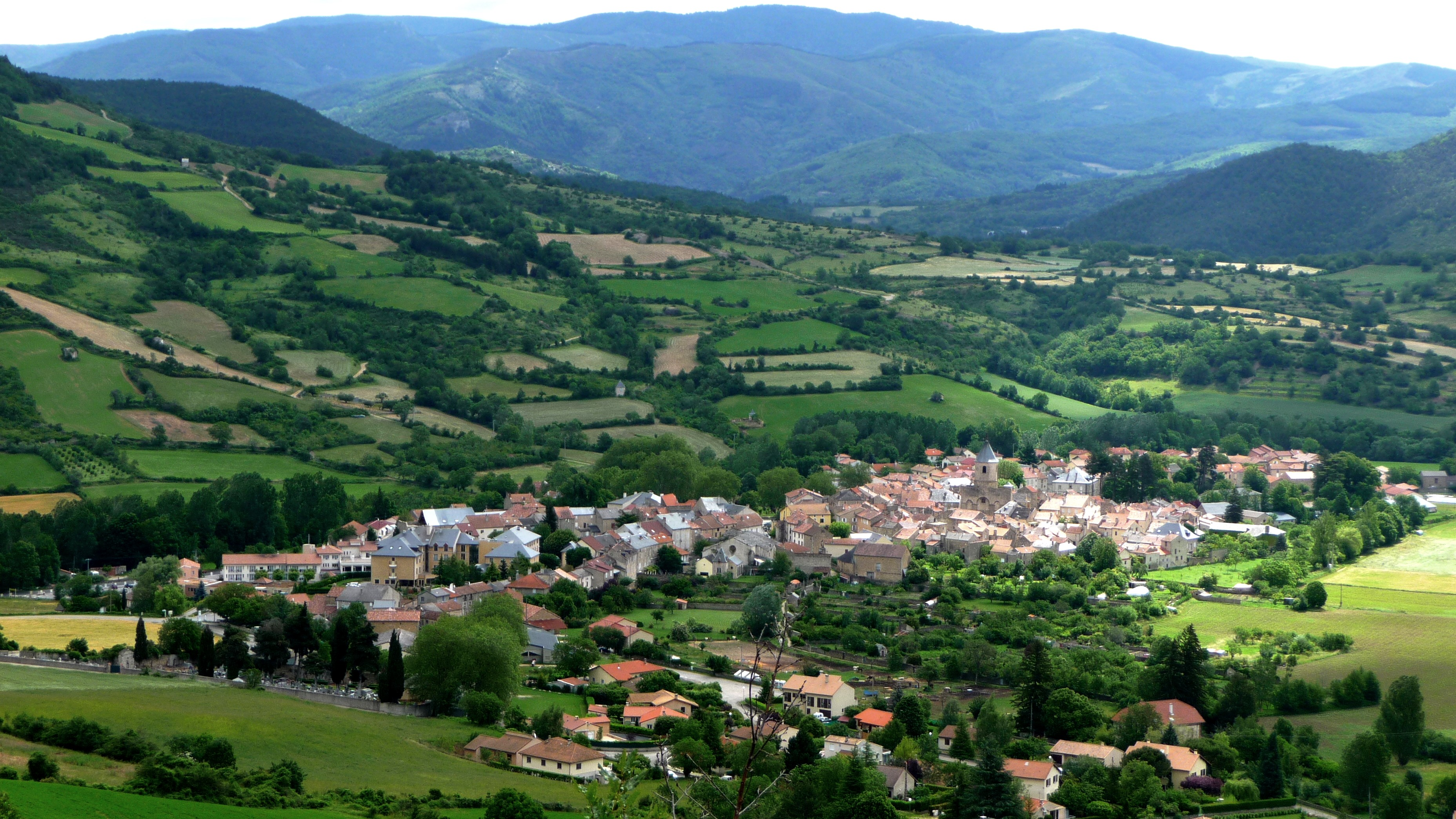
Bocage kring kommunen Nant i södra Frankrike.

Bocage är ett landskap med fält som delas av med stora, tjocka häckar. Häckarna kan vara upp till tre meter tjocka och brukar stå med ett avstånd på ungefär 100 till 150 meter mellan varandra. Häckarna skyddar mot starka vindar samtidigt som de ger skydd mot insyn. Denna typ av landskap finns framför allt där marken till största del används till lantbruk med boskap och blandade grödor. Landskapet bildar ett nätverk av häckar som delar av marken som ett lapptäcke med olika storlek och form. En definition av bocage-landskapet är ”ett frodigt, inneslutet landskap”. Det är en enkel definition, men accepteras av ekologer och geografer. 
Bocage-landskap är typiskt för vissa områden i Frankrike, Irland, England, Nederländerna och norra Tyskland. I England är bocage-landskap exempelvis vanligt i Devon. I Frankrike finns bocage-landskapet främst i Normandie, Bretagne och delar av Loiredalen.

## Historia

### Normandie i Frankrike
Bocage-landskap har funnits väldigt länge i Frankrike, kanske ändå sedan järnåldern, men en stor ökning av denna typ av landskap kom på 1700-talet. Anledningen till detta var att befolkningen växte samtidigt som mark som tidigare ägts av adeln delades upp. 
I Normandie i Frankrike har bocage-landskapet haft historisk betydelse flera gånger. Ett exempel var under den franska revolutionen. Mest känt är dock landskapets betydelse under andra världskriget. I Normandie hade bocage-landskapet betydelse under andra världskriget när de västallierade, bland annat amerikanska och brittiska soldater, kom till Normandie. Den 6 juni 1944 (Dagen D) började landstigningarna. De tjocka häckarna, som fanns på ungefär var hundrade meter, var i princip omöjliga att ta sig igenom. De hindrade sikten, och inte ens soldater, vapen och stridsvagnar kunde ta sig igenom. Detta gjorde det svårt för infanteriet att ta sig framåt, vilket gjorde att det gick mycket långsamt och ledde till stora förluster. För att göra det möjligt att ta sig igenom häckarna utvecklades ”noshörningsstridsvagnar”, som var gjorda för att kunna klippa ner häckarna i bocage-landskapet.

### England
Bocage-landskap skapades i sydöstra England till följd av att många öppna fält inneslöts. Marken som fanns i dessa områden passade dock egentligen inte till bocage-landskapet eftersom jorden var sedimentär. Den havspolitik som utvecklades på 1600-talet i England var väldigt ambitiös, och medförde bland annat att ryskt vete började importeras eftersom det var billigare än engelskt. Detta gjorde att den engelska spannmålsproduktionen begränsades, samtidigt som inneslutningarna med bocage-landskapet gynnade fårhållning. På grund av detta ökade utvandringen från landsbygden, in till städerna. Detta medförde att den industriella revolutionen skyndades på när tidigare jordbruksarbetare flyttade in till städerna och började arbeta i fabrikerna.

### Irland
Bocage-landskap är ett kännetecken för nästan hela Irlands lågland. Landskapet uppkom som en konsekvens av pastoralt jordbruk, eftersom inhängande områden är nödvändigt för omhändertagandet av boskap. Häckar, fältväggar och skyddsbälten tar upp ungefär 5% av Irlands landområden. De områden som är särskilt bördiga består oftast av jordbanker som planteras med eller koloniseras av buskar och träd. Denna växtlighet kan se ut som ett trädbevuxet landskap, även om det i själva verket bara finns lite eller ingen skogsmark. Det var under slutet av 1700-talet och under 1800-talet, en period när Irland i princip var utan naturlig skogsmark, som detta mönster av häckar etablerades. Det moderna, intensiva jordbruket har dock medfört att häckar har tagits bort för att öka storleken på fälten. Denna trend motverkas dock av EU:s jordbrukspolitik som främjar bevarandet av olika livsmiljöer.